# Pol Bury
Pol Bury (født 26. april 1922 i Haine-Saint-Pierre, Belgien, død 28. september 2005 i Paris), var en belgisk kunstmaler, skulptør, kunstkritiker, forlægger, forfatter, digter og smykkedesigner. Desuden lavede han eksperimenterende kortfilm. Han var medlem af kunstnergrupperne "Peintre Belge Jeune og COBRA.
Bury beskæftigede sig med tegne-, male-, og billedhuggerkunsten samt smykkedesign og konstruktion af springvand. Bury betragtes internationalt som en af de vigtigste kunstnere i sin tid.

## Biografi
I 1938, da Bury var 16 år, studerede han kunst (male- og tegnekunst) ved kunstakademiet i Mons i Belgien. I denne periode lærte han digteren Achille Chavée at kende. Chavée var en guru inden for surrealismen i Vallonien, og mødet med ham fik stor betydning for Bury. Således tilsluttede Bury sig den surrealistiske gruppe "Rupture", som var blevet grundlagt af Chavée i 1934. Bury tilsluttede sig som mange andre medlemmer af gruppen under oprindelig inspiration fra Yves Tanguy den kommunistiske ideologi og malede sine første surrealistiske værker. Senere traf han den belgiske surrealist René Magritte og deltog i den internationale surrealist udstilling i 1945.
I 1947 tog Burys malerier en ny abstrakt drejning, da han mødte Christian Dotremont og Pierre Alechinsky , som var nogle af grundlæggerne af COBRA. Bury blev selv en del af denne bevægelse i dens levetid fra 1948 til 1951. Her bidrog han dels med skriverier og illustration af tidsskriftet CoBrA og dels med deltagelse i gruppeudstillinger. I 1952 var Bury en af grundlæggerne af gruppen Art Abstrait. I denne periode beundrede og studerede han Piet Mondrians værker, og nogle af Burys værker fra denne periode ligner Joan Mirós stil.
I 1953 opdagede Bury kunstneren Alexander Calder, og lidt efter lidt forlod han maleriet som genre og gik over til sine første kinetiske og bevægelige installationer. Samme år grundlagde Bury sammen med André Balthazar Montbliard Akademiet, hvorfra tidsskriftet Daily-Bul senere skulle opstå og senere blive til et forlag. Siden har Bury været betragtet som en af fædrene til den kinetiske kunst. Burys foretrukne materialer var træ, kork, stål og kobber.
Burys første soloudstilling var i Paris i 1961, hvor han flyttede dertil. Tre år senere flyttede han til USA, hvor han underviste på Berkeley University i seks måneder og i tre måneder på Minneapolis College of Art and Design.
I 1964 repræsenterede Bury Belgien på Biennalen i Venedig.
I 1970’erne, vistes to retrospektive udstillinger med Burys værker rundt i USA og Europa.
I 1976 lavede Bury sit første springvand. Herefter begyndte hans skulpturer, som hidtil havde været lydløse, at give lyd fra sig. Herefter fortsatte Bury med at udvikle nye springvand, som hele tiden overraskede i forhold til det foregående, idet han brugte cylindre, kupler, trekanter og skåle i rustfrit stål. I disse springvand bruges vandet til at stabilisere stålets skrøbelige ligevægt.
Specielt Burys relieffer og kinetiske skulpturer har givet ham en plads i det tyvende århundredes kunsthistorie. Han mestrer den langsomme bevægelse; kontrollerer tiden med sine mobile værker, som overrasker beskueren konstant. Hans springvand viser orden og fremkalder alligevel samtidig forvirring. De udstråler uro og samtidig stor klarhed. De har en legende karakter og kan opstilles på pladser hvor der kan løbe vand: i byen eller på landet, i historiske parker eller i nutidige omgivelser.
Bury døde den 28. september 2005 i Paris, mens han havde en stor udstilling af sine springvand på Chateau de Seneffe .